# Малюков, Олег Геннадьевич
Оле́г Генна́дьевич Малюко́в, в ряде источников — Милюков (10 января 1965, Душанбе) — советский и российский футболист, тренер. Выступал на позиции защитника. Мастер спорта. Чемпион и обладатель Кубка СССР.

## Биография
Олег Малюков начал свою карьеру футболиста в душанбинском клубе «Памир», за основной состав которого начал выступать с 1983 года. В 1986 году перешёл в ЦСКА, выступавший в первой лиге. В этом же сезоне армейцы заняли первое место и вышли в высшую лигу. Наиболее удачным для футболиста стал сезон 1991 года, когда армейская команда, возглавляемая Павлом Садыриным, оформила «золотой дубль», выиграв чемпионат и кубок страны. Выступал за ЦСКА до 1993 года, проведя за армейцев в 222 матча и забив два гола. Летом 1993 года перебрался в израильский клуб «Хапоэль Ирони» Ришон-ле-Цион, за который выступал следующие пять лет. В 1998 году вернулся на родину и присоединился к владимирскому «Торпедо», выступавшему во втором дивизионе. В 1999 году выступал за белорусскую «Славию», где и завершил карьеру футболиста.
С 2001 по 2008 год работал в ЦСКА на разных тренерских должностях. В 2009—2018 — директор футбольной школы ЦСКА.
Жена Анна. Сыновья Олег (род. 1985, внук Артём (2016)) и Иван (род. 1988, внук Иван (2015)) футболисты, Олег был профессиональным футболистом, Иван выступал на любительском уровне.

## Достижения

### Командные
- Серебряный призёр чемпионата Европы 1984 (юноши до 18 лет)
- Чемпион СССР (1): 1991.
- Серебряный призёр чемпионата СССР (1): 1990.
- Серебряный призёр чемпионата Белоруссии (1): 1999.
- Победитель первой лиги СССР (2): 1986, 1989.
- Обладатель Кубка СССР (1): 1990/91.
- Финалист Кубка СССР (1): 1991/92.
- Финалист Кубка России (2): 1992/93, 1993/94.

### Личные
- Мастер спорта СССР с 1986 года.